# Jack L. Warner
Jack Leonard Warner (London, Ontario, 2 augustus 1892 – Los Angeles, 9 september 1978) was een in Canada geboren filmproducent. Samen met zijn broers was hij oprichter van Warner Brothers Studios.

## Jeugd
Jack Warner was de jongste zoon van Benjamin Warner en zijn vrouw Pearle, die rond 1888 vanuit Rusland (het Russische Congres-Polen) naar de Verenigde Staten geëmigreerd waren. Zij vestigden zich in Baltimore (Maryland), verhuisden naar Ontario waar Jack werd geboren, maar keerden na twee jaar terug naar Baltimore.
In 1906 richtten zijn oudere broers een distributiemaatschappij op en begonnen een bioscoop in New Castle in Pennsylvania, Jack was toen nog een tiener. Na de Eerste Wereldoorlog, waarin Jack net als zijn broer Sam bij de luchtmacht diende , begonnen de broers met filmproductie in Youngstown in Ohio, Jack Warner vertrok naar San Francisco om aldaar de belangen van de broers te behartigen.

## Warner Bros. Pictures
In 1923 werd de studio onder de naam Warner Brothers Studios opgericht en na de dood van zijn broer Sam Warner werd Jack Warner in 1927 het hoofd van de studio. Warner gold als moeilijk om mee samen te werken, aangezien hij de dood van zijn broer slecht kon verwerken.
Aanvankelijk had Warner Bros weinig succes, maar dat veranderde toen een van de eerste geluidsfilms door Warner werd geproduceerd The Jazz Singer met Al Jolson
De broers produceerden daarna veel succesvolle films.

## Persoonlijk leven
In 1916, toen Warner in San Francisco woonde, trouwde hij met Irma Solomon. Samen kregen ze een zoon, Jack Warner jr. In 1936 scheidde Warner van haar en trouwde met Ann Paige. 
Jack Warner had een slechte relatie met zijn broer Harry, in 1956 bedroog Jack zijn broers bij de verkoop van de films van vóór 1950. In 1958 overleed zijn broer Harry, maar Jack ging op vakantie in plaats van de begrafenis bij te wonen. Ook met zijn zoon Jack Warner jr. was de relatie slecht, na 1958 spraken zij niet meer met elkaar.
Na jaren van slinkende winsten verkocht Warner zijn studio-aandelen in 1966 aan Seven Arts Productions, waarna beide bedrijven fuseerden. Warner bleef tot zijn pensioen in 1969 voor de gefuseerde bedrijven werken.
Warner kreeg in 1977 een beroerte en het jaar daarop nog een. Hij stierf aan oedeem op 9 september 1978 in zijn huis in Los Angeles.

## Overig
Warner komt als personage in films voor in:
- RKO 281 uit 1999 gespeeld door Tim Woodward
- Bogie uit 1980 gespeeld door Richard Dysart
- My Wicked, Wicked Ways: The legend of Errol Flynn uit 1985 gespeeld door Hal Linden
- James Dean:Race with Destiny uit 1997 gespeeld door Mike Connors
- Gleason uit 2002 gespeeld door Danny Wells
- The Three Stooges uit 2000 gespeeld door Len Kaserman
- Life with Judy Garland: Me and My Shadows uit 2001 gespeeld door Richard Davidson
- The Mystery of Natalie Wood uit 2004 gespeeld door Barry Langrishe
- Malice in Wonderland uit 1985 gespeeld door Jason Wingreen
- This Year's Blonde uit 1980 gespeeld door Michael Lerner